# معادلات دیفرانسیل با مشتقات جزئی سهموی
معادلات دیفرانسیل با مشتقات جزئی سهموی خانواده‌ای از معادلات دیفرانسیل با مشتقات جزئی از درجه دوم به صورت کلی زیر هستند:
{\displaystyle Au_{xx}+2Bu_{xy}+Cu_{yy}+Du_{x}+Eu_{y}+F=0.\;}
که درآن:
{\displaystyle B^{2}-AC=0\!}
یخوبی می‌توان نامیدن این معادلات را به معادلات دیفرانسیل سهموی در تعریف سهمی متوجه شد.  
این نوع از معادلات دیفرانسیل پاره ای در توصیف طیف گسترده ای از مسائل در علوم و مهندسی بسیار ظاهر می‌شوند، از معادله حرارت گرفته تا انتشار امواج صوتی در اقیانوس تا توصیف مدل‌های ریاضیاتی و سیستمهای فیزیکی وابسته به گذر زمان.
یک نمونه ساده‌ از معادلات دیفرانسیل سهموی را می‌توان معادله حرارت یک بعدی دانست:
{\displaystyle u_{t}=ku_{xx}\!}
که در آن تابع {\displaystyle u(x,t)\!} نمایانگر دما در مکان {\displaystyle x\!} و زمان {\displaystyle t\!} است و {\displaystyle k\!} ثابت نفوذ حرارتی می‌باشد.  
این معادله به‌طور کلی بیانگر این است که، دما در یک نقطه معین با نرخ مشخصی وابسته به دمای نقاط اطراف افزایش یا کاهش پیدا می‌کند. به بیان دیگر تغییرات دمایی هر نقطه وابسته به تغییرات دمایی نقاط مجاور است که به‌خوبی بیانگر نفوذی بودن پدیده انتقال حرارت می‌باشد.